# Jocelynn Birks
Jocelynn Birks (* 21. August 1993 in Willow Springs, Illinois) ist eine ehemalige US-amerikanische Volleyballspielerin.

## Karriere
Birks begann ihre Karriere im Frauen-Volleyball-Team der University of Illinois, wo sie zwischen 2012 und 2015 spielte. Dort war sie die Spielerin mit den meisten Angriffspunkten (1972 Punkte in 127 Spielen), wurde in vier Jahren dreimal in das All-American Team, die landesweite Bestenauswahl des amerikanischen Collegesports, gewählt und mit dem Titel Illinois Sportlerin des Jahres 2016 ausgezeichnet.
Anfang August 2016 gab der Deutsche Meister Dresdner SC die Verpflichtung von Jocelynn Birks. Dort unterschrieb die Außenangreiferin einen Ein-Jahres-Vertrag. Nachdem Birks schon zu Beginn der Saison wegen eines Knorpelschadens pausieren musste, fehlte sie auch in den entscheidenden Play-off-Spielen verletzungsbedingt. Die Mannschaft erreichte den dritten Platz in der Meisterschaft und der Verein gab Anfang Mai 2017 bekannt, dass der auslaufende Vertrag von Jocelynn Birks – ebenso wie die Verträge von Barbora Purchartová, Lucie Smutná, Brittnee Cooper sowie Jennifer Cross – nicht verlängert wird. In der Folge beendete sie ihre Karriere.